# 佐治·森柏奧利
佐治·森柏奧利（Jorge Sampaoli，1960年3月13日—），阿根廷足球教練，曾任阿根廷国家队主教練。

## 執教生涯
2010年12月15日，森柏奧利被任命为智利大学主教练。
2012年起任智利国家队主教練。2014年世界盃，智利在16強賽互射12碼後不敵巴西出局。2015年美洲盃由智利主辦，森柏奧利帶領智利國家隊首次贏得美洲盃。2016年1月，辭去智利主教練職務。2016年6月，擔任西維爾主教練。2017年5月，阿根廷足總宣佈他會擔任國家隊主教練職務。2018年世界杯期间，阿根廷队小组赛0-3遭到克罗地亚血洗，即使最终以小组第二出线，十六强就遭到法国淘汰。2018年7月15日，阿根廷足协解雇桑保利。
2018年12月13日，巴西桑托斯俱乐部宣布，桑保利达成原则协议，成为该俱乐部2019赛季的教练。後來，他于12月17日签署了一份为期两年的合同。

## 榮譽

### 球會
智利大學
- 智利甲組春季聯賽 (2): 2011（英语：2011 Torneo Apertura (Chile)）, 2012（英语：2012 Torneo Apertura (Chile)）
- 智利甲組秋季聯賽: 2011（英语：2011 Torneo Clausura (Chile)）
- 南美球會盃: 2011

### 國際賽
智利
- 美洲杯冠军: 2015

### 個人
- 美洲杯最佳陣容（領隊）: 2015[5]
- 南美年度最佳教練（英语：South American Coach of the Year）: 2015